# Fata Morgana Land
Fata Morgana Land eller Fata Morgana Landet var en fantomø i Arktis. Den var ment at skulle ligge mellem Nordøstgrønland og Spitsbergen i den nordlige del af Grønlandshavet.

## Historie
Johan Peter Koch og Aage Bertelsen er rapporteret at have set Fata Morgana Land i 1907. De var i området som en del af Danmark-ekspeditionen. Øen skulle også være set fra luften af Lauge Koch i 1933, af Peter Freuchen i 1935, samt af Ivan Papanin i 1937.
Den sidste formodede observation ledte Lauge Koch til at lave en flyekspedition fra Spitsbergen i 1938 som ikke fandt spor af øen. Observationen af Ivan Papanin i 1937 var også en hovedfaktor ved dannelse af Mørkefjordsekspeditionen i 1938–1939 ledet af Eigil Knuth og Ebbe Munck.
De rapporterede observationer var muligvis af Tobias Ø som ligger ca. 70 km sydligere, og hvis position blev bestemt i 1993.